# France Gagné
France Gagné (18 ottobre 1962) è un ex atleta paralimpico canadese.

## Biografia
France Gagné (ma si trova anche la grafia Gagne) è un atleta canadese ipovedente, che ha gareggiato nella categoria B3/F13.
Ha esordito nel 1992 ai Giochi paralimpici di Barcellona come discobolo e giavellottista. Nel corso di quattro edizioni dei giochi ha vinto tre medaglie d'argento e due di bronzo, cogliendo risultati nelle due discipline, con una leggera preferenza per il giavellotto. In quest'ultima specialità, l'atleta ha conseguito anche due medaglie d'argento ai Mondiali dell'IPC del 2002 e del 2006.

## Palmarès
| Anno | Manifestazione       | Sede       | Evento                     | Risultato | Prestazione | Note |
| ---- | -------------------- | ---------- | -------------------------- | --------- | ----------- | ---- |
| 1992 | Giochi paralimpici   | Barcellona | Lancio del disco B3        | Argento   | 37,32 m     |      |
| 1992 | Giochi paralimpici   | Barcellona | Lancio del giavellotto B3  | 5º        | 46,36 m     |      |
| 1996 | Giochi paralimpici   | Atlanta    | Lancio del disco F12       | 5º        | 41,22 m     |      |
| 1996 | Giochi paralimpici   | Atlanta    | Lancio del giavellotto F12 | Argento   | 48,88 m     |      |
| 2000 | Giochi paralimpici   | Sydney     | Getto del peso F13         | 4º        | 13,30 m     |      |
| 2000 | Giochi paralimpici   | Sydney     | Lancio del disco F13       | Bronzo    | 44,99 m     |      |
| 2000 | Giochi paralimpici   | Sydney     | Lancio del giavellotto F13 | Argento   | 53,66 m     |      |
| 2002 | Mondiali paralimpici | Lilla      | Getto del peso F13         | 9º        |             |      |
| 2002 | Mondiali paralimpici | Lilla      | Lancio del disco F13       | 5º        |             |      |
| 2002 | Mondiali paralimpici | Lilla      | Lancio del giavellotto F13 | Argento   |             |      |
| 2004 | Giochi paralimpici   | Atene      | Lancio del disco F13       | 4º        | 39,25 m     |      |
| 2004 | Giochi paralimpici   | Atene      | Lancio del giavellotto F13 | Bronzo    | 50,01 m     |      |
| 2006 | Mondiali paralimpici | Assen      | Lancio del disco F13       | 4º        |             |      |
| 2006 | Mondiali paralimpici | Assen      | Lancio del giavellotto F13 | Argento   |             |      |